# David Witosz
David Witosz (* 26. dubna 1981) je český politik za Českou pirátskou stranu a od listopadu 2018 místostarosta ostravského obvodu Moravská Ostrava a Přívoz. Je také zastupitelem města Ostravy, přičemž ve volebním období 2018–2022 zastával pozici neuvolněného člena rady. V letech 2022 a 2024 kandidoval do předsednictva České pirátské strany.

## Život a profesní kariéra
Witosz je absolventem Hornicko-geologické fakulty VŠB-TUO. Získal zde titul inženýr (Ing.) v oboru Inženýrská geodézie. Jako geodet pracoval v soukromém i veřejném sektoru.
V roce 2018 Witosz kandidoval do zastupitelstva města Ostravy a zastupitelstva centrálního obvodu Moravská Ostrava a Přívoz z pozic č. 1 kandidátních listin České pirátské strany. V Ostravě získali Piráti 8,95 % hlasů a celkem pět mandátů, v obvodu Moravská Ostrava a Přívoz 14,52 % hlasů a celkem 6 mandátů. V obou případech se Witosz stal členem zastupitelstva. V rámci ustanovující schůze ostravského zastupitelstva se 12. prosince 2018 stal neuvolněným radním, v obvodu Moravská Ostrava a Přívoz se 5. listopadu 2018 stal místostarostou se svěřenými gescemi doprava, komunální služby, stavební investice a hospodaření s byty a nebytovými prostory včetně jejich nabytí a prodeje. V roce 2022 obhájil mandát ostravského zastupitele, přičemž Piráti získali 5,81 % hlasů a celkem tři mandáty, a rovněž obhájil mandát zastupitele a místostarosty Moravské Ostravy a Přívozu, přičemž Piráti získali 9,55 % hlasů a celkem 4 mandáty. Jeho svěřenými gescemi jsou stavební investice, hospodaření s byty a nebytovými prostory včetně jejich nabytí a prodeje a strategický plán „Fajnova Centrum".
Mezi konkrétní projekty a aktivity, kterým se Witosz coby místostarosta věnuje, je postupná rekonstrukce a rozvoj obvodního bytového fondu, rekonstrukce chátrajících kulturních památek nebo aktualizace obvodního strategického plánu s akcentem na městskou část Přívoz. Je autorem myšlenky uspořádání slavností k připomínce 100 let od vzniku Velké Ostravy. Witosz byl také členem porot architektonických soutěží k projektům „Parkovací dům za katedrálou (Ostrava)“, „Parkovací dům u Krajského úřadu (Ostrava)“ a „Památník válečným veteránům“.
Witosz je členem republikového výboru České pirátské strany. V roce 2022 kandidoval do republikového předsednictva Pirátů, ve volbě však neuspěl. Na post 4. místopředsedy Witoszovi chybělo pět hlasů. Díky získané přijatelnosti se stal prvním náhradníkem do předsednictva strany. V roce 2024 opětovně kandidoval do předsednictva Pirátů. Z volby předsedy odstoupil a podpořil kandidáta Lukáše Wagenknechta. Ve volbě místopředsedů neuspěl.
Mezi Witoszovy koníčky patří amatérská astronomie, analogová černobílá fotografie, instantní fotografie a staré japonské handheld hry.